# 강민철 (정치인)
강민철(姜民哲, 1948년 - )은 조선민주주의인민공화국의 정치인 겸 군인이다. 내각 채취공업상 겸 조선로동당 중앙위원회 정치국 후보위원, 육군 제1보병대대 대대장이다. 최고인민회의 제12기 대의원이다.

## 경력
1948년에 태어났다. 1988년 10월 함북 무산광산연합기업소 당 조직위 부부장을 거쳐 2001년 1월 함북 무산군 당 책임비서에 임명되었다. 2003년 10월 무산광산연합기업소 당 책임비서를 역임한 후, 2005년 11월부터 내각 채취공업상으로 재임중이다. 2010년 9월, 조선로동당 중앙위원회 후보위원에 선임되었다.

## 최고인민회의 대의원
2009년 4월 최고인민회의 제12기 대의원으로 선출되었다.

## 기타
2011년 김정일 사망 당시에 국가장의위원회 위원을 맡았다.